# Ein starkes Team: Dschungelkampf
Dschungelkampf ist ein deutscher Fernsehfilm von Martin Kinkel aus dem Jahr 2010. Es handelt sich um die 45. Folge der Krimiserie Ein starkes Team mit Maja Maranow und Florian Martens in den Hauptrollen.

## Handlung
Im Berliner Plattenbauviertel wird ein junger Mann namens Carsten Bubenberger tot aufgefunden. Bubenberger sei am Abend zuvor Zeugen zufolge von zwei Männern bedrängt worden. Kommissarin Berthold und ihr Kollege Otto Garber bekommen bei den Ermittlungen Verstärkung durch die Polizeihauptmeister Stefan Hellmich und Juri Schwendt, die für dieses Viertel zuständig sind. Da sie hier selber aufgewachsen sind, fühlen sie sich den Bewohnern nahe und kennen sich hier gut aus. Das LKA-Team von Gunter Reddemann lässt sich bei der zuständigen Polizeiwache einen Raum zuweisen, damit sie hier vor Ort schneller arbeiten können. So bemerken die LKA-Beamten sehr bald, dass Schwendt und Hellmich hier ihre eigenen Gesetze haben, um die Kontrolle über „ihr“ Viertel zu behalten. Viele kleinere Vergehen handeln sie ihn ihrer eigenen Art und Weise ab, sodass sie nicht in den Protokollen erscheinen.
Nach den ersten Ermittlungen stand Bubenberger mit Kai-Uwe Rosinski in einer Art Dauerfehde. Rosinski ist im Viertel als Zuhälter bekannt und in eines seiner „Mädchen“ war Bubenberger verliebt, sodass er Swetlana freikaufen wollte. Das nötige Geld wollte er sich als Drogenkurier verdienen. Wegen dieser Drogen waren die Männer an jenem Abend hinter Bubenberger her. Als klar wird, dass die beiden Beamten Schwendt und Hellmich den Vorgang beobachtet und sogar eingegriffen hatten, haken Berthold und Garber nach. Beide versichern, dass sich Bubenberger allenfalls den Fuß verstaucht hatte, als sie ihn nach Hause brachten. Es stellt sich jedoch heraus, dass Stefan Hellmich in jener Nacht noch einmal dorthin zurückgefahren war, wo sie Bubenberger aufgegriffen hatten. Hier ertappte er ihn, wie er seine versteckten Drogen holen wollte. Hellmich, der bei allen Vergehen in seinem Viertel gern ein Auge zudrückt, verstand bei Drogen jedoch keinen Spaß. Seine Schwester war bereits am Drogenkonsum gestorben und seine Freundin ist ebenfalls schwer drogenabhängig. Er unternimmt gerade alles, um sie wieder „clean“ zu bekommen. Als ihm bewusst wird, dass er überführt ist, springt er vor den Augen von Berthold und Garber aus dem Fenster.

## Hintergrund
Der Film wurde in Berlin-Lichtenberg und Umgebung gedreht und am 2. Januar 2010 um 20:15 Uhr im ZDF erstausgestrahlt. 
Sputnik, dessen Rolle als Geschäftsmann in der Serie als ein Running Gag angelegt ist, eröffnet in diesem Fall eine Spielothek in dem Plattenbauviertel.

## Rezeption

### Kritik
Rainer Tittelbach von Tittelbach.tv schrieb: „‚Dschungelkampf‘ erzählt von Menschen, die um das nackte Überleben kämpfen. Postkapitalistischer Darwinismus, wie er schrecklicher nicht sein kann.“ „Da bleibt einem guten Polizisten zwischen Sheriff- und Sozialarbeit oft nur der halblegale Weg. Die Stimmung in diesem Stadtteil, geprägt von einem Teufelskreis des Elends, färbt auch auf die Ermittler ab, die sehr viel sparsamer sind mit ihren Jokes als gewohnt.“ „Was in anderen Krimis oft zum Schaulaufen der üblichen Verdächtigen verkommt, das wird in ‚Dschungelkampf‘ zusammengehalten von der sozialen Klammer. Mit der Fülle an Handlung steigt hier nicht wie in anderen Krimis das Durcheinander, sondern der Realismus-Gehalt.“
Die Kritiker der Fernsehzeitschrift TV Spielfilm vergaben die bestmögliche Wertung (Daumen nach oben) und befanden: „Bitter, mit Respekt vor den Figuren und ohne Effekthascherei – näher dran an der Realität geht’s nicht.“ Als Fazit zogen sie „Authentisch, melancholisch, stark“.
Tilmann P. Gangloff schrieb für Kino.de: „‚Unorthodox‘ ist eine Umschreibung, die bei diesem Film gleich doppelt zutrifft. Gemünzt ist der Begriff auf die eigenen Regeln, mit denen ein Streifenpolizist sein Revier regiert. Aber das Prädikat passt auch für diese Folge der enorm erfolgreichen ZDF-Krimireihe ‚Ein starkes Team‘, denn die Episode fällt ziemlich aus dem Rahmen. Anders als sonst ist die Geschichte kaum komisch; statt dessen gibt es harten, gefühllosen Sex und ungewohnte Gewaltszenen. Kein Wunder, dass die Drehbedingungen ebenfalls nicht der Norm entsprachen: Die Handlung spielt ausnahmslos in einer unwirtlichen Plattenbausiedlung.“

### Einschaltquoten
Die Erstausstrahlung von Dschungelkampf am 2. Januar 2010 wurde in Deutschland von 7,05 Millionen Zuschauern gesehen und erreichte einen Marktanteil von 21,0 Prozent für Das Erste.